# A Yank in the R.A.F.
A Yank in the R.A.F. ist ein US-amerikanischer Kriegsfilm von 1941 von Henry King. Die Hauptrollen sind mit Tyrone Power und Betty Grable besetzt.
Der Produzent und Chef von 20th Century Fox Darryl F. Zanuck schrieb die Vorlage zur Geschichte, die im Zweiten Weltkrieg spielt, unter seinem Pseudonym Melville Crossman, zu einer Zeit, als die USA noch neutral waren. Ein amerikanischer Pilot, der sich der Royal Air Force anschließt, steht im Mittelpunkt der Handlung.

## Handlung
Der amerikanische Pilot Tim Baker, egoistisch und draufgängerisch, ist stets auf der Suche nach Abenteuern und Geld. Da die Vereinigten Staaten noch nicht in den herrschenden Zweiten Weltkrieg eingetreten sind, nimmt er die Aufgabe an, einen Bomber von Kanada nach England zu überführen. In London trifft er überraschend auf seine ehemalige Freundin Carol Brown, die tagsüber in einem Frauen-Hilfswerk der Air Force und abends in einem Nachtclub arbeitet. Carol ist hin- und hergerissen zwischen der Freude, Tim wiederzusehen, und der Enttäuschung darüber, wie ihre Beziehung vor einem Jahr zerbrach. Tim jedoch möchte die junge Frau unbedingt zurückgewinnen und schließt sich deshalb der Royal Air Force an. Schnell zeigt er sich jedoch gelangweilt, als er sich mit den grundlegenden Flugtechniken beschäftigen soll.
Als Carol Tim eines Nachmittags auf dem Flugplatz besucht, erregt sie das Interesse des Geschwader-Kommandeurs John Morley. Am Abend sieht er sich Carols Nachtclub-Show an und begleitet sie dann nach Hause. Anderentags lässt sie Tim wissen, dass es einen neuen Mann in ihrem Leben gebe. Trotzdem trifft sie sich weiterhin mit beiden Männern. Nachdem Tim seine Weiterbildung bei der R.A.F. beendet hat, wird er dem Geschwader von Morley zugeteilt. Noch sind die Männer sich nicht bewusst, dass sie Rivalen um die Gunst von Carol sind.
Eine seiner ersten Herausforderungen besteht darin, zusammen mit Corp. Harry Baker Flugblätter über Berlin abzuwerfen. Tim, der sich aufregendere Aufgaben gewünscht hätte, ist verärgert, zumal er diese Aktion für sinnlos hält. Nachdem er zurück ist, veranstaltet er ein Trinkgelage mit seinen Freunden Al Bennett und Roger Pillby und vergisst darüber eine Verabredung mit Carol. Diese nimmt daraufhin Morleys Einladung an, ein Wochenende mit ihm auf seinem Landsitz in Kent zu verbringen, wo er ihr einen Heiratsantrag macht.
Als Carol Tim erzählt, dass John sie heiraten wolle, macht er ihr ebenfalls einen Antrag, aber in solch schnodderiger Art, dass Carol ihn aus ihrer Wohnung wirft. Kurz nach diesem unerfreulichen Ereignis werden die Männer zu einem Notfall-Einsatz nach Dortmund befohlen, weil Deutschland in Holland und Belgien eingefallen ist. Während ihrer nächtlichen Aktion wird ihr Flugzeug-Bomber getroffen, wobei einer der beiden Motoren ausfällt. Pillby, der ihnen zu Hilfe eilen will, wird abgeschossen. Tim widersetzt sich Morleys Befehl und landet das beschädigte Flugzeug an einem holländischen Strand. Dort werden Tim, Morley und Baker von einer deutschen Patrouille entdeckt. Baker opfert sich für seine Kameraden, sodass Tim und Morley mit einem Motorboot entkommen können.
Nachdem Tim wieder zurück ist, geriert er sich Carol gegenüber als Opfer und gibt vor, einen Armbruch erlitten zu haben. Er überrumpelt sie mit einem Verlobungsring, den er Carol ungefragt auf den Finger schiebt. Da ein eingehender Notruf Tim zum Flugplatz zurückbeordert, hat Carol keine Möglichkeit, ein klärendes Gespräch mit Tim zu führen.
Tim Baker wird bei diesem Einsatz über Dünkirchen die Chance eingeräumt, eine Spitfire zu fliegen. Nachdem er zwei deutsche Flugzeuge abschießen kann, eins für Roger Pillby und eins für Harry Baker, gerät er selbst in eine prekäre Lage und scheint verloren. Als Carol erfährt, dass man nicht weiß, ob Tim noch am Leben ist, kann sie ihren Schmerz darüber nicht verbergen. Morley muss erkennen, dass Carols Gefühle für Tim tiefer sind als zu ihm. Zusammen mit Carol eilt er dem Hafen zu, als dort Bootsladungen mit evakuierten Soldaten erwartet werden. Nachdem beide die Hoffnung schon fast aufgegeben haben, erscheint als einer der letzten Tim. Carol zeigt ihm unter Tränen, dass sie seinen Ring immer noch trägt. Morley zeigt sich als Gentleman und gratuliert. Arm in Arm verlässt das Trio den Hafen.

## Hintergrund
Die Filmaufnahmen entstanden in der Zeit Ende April bis 21. Juli 1941, zusätzliche Aufnahmen wurden Mitte August 1941 gedreht. Die musikalische Leitung lag bei Alfred Newman, Sound: Bernard Freericks und Roger Heman.
Im Vorwort zum Film wird dem Leiter und dem Personal der Royal Air Force für die Zusammenarbeit unter schwierigen Bedingungen gedankt, was die Dreharbeiten, insbesondere hinsichtlich der Luftaufnahmen, sehr erleichtert habe. Die Flugaufnahmen in England wurden aufgenommen von Ronald Neame, Jack Whitehead und Otto Kanturek unter der Leitung des Majors Herbert Mason. Kanturek und der Kameramann Jack Parry starben bei den Luftaufnahmen zu diesem Film, als eine Hawker Hurricane mit einer Avro Anson kollidierte.
In Zanucks ursprünglicher Geschichte fand Tim Baker am Ende des Films den Tod. Die Geschichte lehnt sich an das Schicksal des ehemaligen amerikanischen Olympiateilnehmers und Piloten Billy Fiske an, der von der britischen Luftwaffe im September 1939 angeworben worden war, bei einem Einsatz im August 1940 abgeschossen wurde, und an den während einer Auseinandersetzung mit deutschen Bombern erlittenen Verletzungen starb. Laut Notizen Zanucks vom 25. November 1940 würde der Tod von Tim Baker bedeuten, dass jemand anderes als ausgerechnet Power die Rolle spielen müsse, da das Publikum bei ihm erwarte, dass er die Frau am Ende bekomme. So entstand die Überlegung, entweder James Cagney oder Fred MacMurray mit der Rolle zu betrauen. Ein alternatives Ende mit dem Tod von Tim Baker wurde offenbar gefilmt, aber nach einer frühen Vorschau mit protestierendem Publikum verworfen. Gelöscht wurden die Szenen, die die aufwendig gefilmte Hochzeit zwischen Tim und Carol am Ende des Films zeigten. Beanstandet wurden von der PCA auch Szenen, die eine Sex-Affäre zwischen Tim und Carol andeuteten bzw. Szenen, in denen viel Alkohol getrunken wurde. Diese Probleme konnten jedoch gelöst und der Film genehmigt werden. Henry Fonda, Don Ameche und Mary Beth Hughes wurden für den Film benannt, waren letztendlich aber nicht mit von der Partie.
Laut Hollywood Reporter wurden Teile des Films am Lockheed Air Terminal in Burbank gedreht. Die Dünkirchen-Sequenzen entstanden am Point Magu in der Nähe von Oxnard in Kalifornien sowie an einem künstlichen See auf dem Twentieth Centurg-Fox-Gelände. Mehr als 1.100 Statisten waren am Set, von denen die meisten amerikanische Armee-Veteranen waren. Mehr als 2.000 Spezialeffekte-Explosionen waren nötig, die zwischen 190 und 250 Dollar kosteten. Weitere Dreharbeiten wurden in Santa Ana in Kalifornien durchgeführt. Ein Messerschmitt-Flugzeug der Deutschen, das von der R.A.F. abgeschossen worden war, und im Film Verwendung fand, wurde später in einer Ausstellung gezeigt, deren Erlös britischen Kriegsgeschädigten zugutekam. Am 24. Januar 1942 wurde berichtet, dass Lt. Harold Barlow, der Tyrone Power in den Flugszenen doubelte, abgeschossen und in Deutschland in Gefangenschaft geraten sei. Einige der Aufnahmen des Films fanden später Verwendung in Dokumentarfilmen.
Soundtrack
- These Foolish Things, Musik: Jack Strachey  und Harry Link, erklingt mehrfach im Film
- Hi-Ya, Love, Musik: Ralph Rainger, Text: Leo Bobin, vorgetragen von Betty Grable und Chor
- Another Little Dream Won’t Do US Any Arm, sämtlichst wie zuvor
- She’ll Be Comin’ Round the Mountain When She Comes (Volksweise), gespielt nach Bakers Flugzeuglandung in Kanada und weitere Male im Film
- Bless ’em All, geschrieben von Fred Godfrey, gespielt als Baker hinter der Bühne auf Carol wartet
- I’ve Been Working on the Railroad (Volksweise), gespielt, als Baker die Flugblätter über Berlin abwirft
- R.A.F. March Past, Musik: Walford Davies

## Kinostart
- USA: 25. September 1941 (Premiere in Chicago in Illinois + in Hollywood)

Hollywood Reporter berichtete, dass Power und Grable an der Hollywood-Premiere des Films im Grauman’s Chinese Theatre, in dem 10.000 Zuschauer versammelt waren, teilgenommen hätten.
- USA: 26. September 1941 (allgemein in den Kinos)

Die Arbeitstitel in den USA lauteten a) The Eagle Flies Again b) The Eagle Squadron; alternativ zu A Yank in the R.A.F. war die Schreibweise auch A Yank in the RAF bzw.  zur Information A Yank in the Royal Air Force.
- In Australien hatte der Titel die Schreibweise: A Yank in the RAF
- Schweden: 9. Februar 1942, Titel: En Yankee
- Mexiko: 26. Februar 1942, Titel: Un Yankee en la R.A.F.
- Portugal: 4. April 1942, Titel: Um Americano na Aviação
- Finnland: 28. Juni 1942, Titel: Meidän lentäjien kesken
- Frankreich: 8. November 1946, Titel: Un yankee dans la R.A.F.
- Hongkong: 27. März 1947
- Italien: 13. Juni 1947, Titel: Il mio avventuriero
- Brasilianischer Titel: Um Yankee na R.A.F.
- Chilenischer Titel: Un americano en la RAF
- Spanischer Titel: Un americano en la RAF
- Griechischer Titel: Stin kolasi tis Dougerkis
- polnischer Titel: Jankes w RAF-ie

## Kritik
TimeOut befand, dass der Film in den Action-Sequenzen, wie auch in den Szenen, die die persönlichen Beziehungen beinhalteten, hastig und oberflächlich sei. Grable biete routiniert ein paar Songs und Tanznummern, die ebenfalls, gelinde gesagt, nicht überzeugend seien.
Variety war der Ansicht, dass Tyrone Power die Rolle mit einer leicht nonchalanten Haltung spiele, was ihm die Aufmerksamkeit des breiten Publikums sichere. Grable spiele, wie gewohnt ausgezeichnet, das Mädchen, das Power widerspreche aber ihm letztendlich doch nichts entgegenzusetzen habe.

## Auszeichnung
Fred Sersen und Edmund H. Hansen waren auf der Oscarverleihung 1942 für einen Oscar in der Kategorie „Beste Spezialeffekte/visuelle Effekte“ für ihre Arbeit in diesem Film nominiert, konnten sich jedoch gegen den Film I Wanted Wings und ihre Kollegen Farciot Edouart, Gordon Jennings und Louis Mesenkop nicht durchsetzen.